# Kool Keith
Kool Keith (bürgerlicher Name Keith Matthew Thornton; * 7. Oktober 1963) ist ein US-amerikanischer MC und Musikproduzent. Kool Keith verwendet viele weitere Pseudonyme, u. a. Dr. Dooom, Black Elvis, Keith Korg, Keith Turbo oder Poppa Large. In seinen Texten tritt er durch absurde, pornografische und musikindustriekritische Themen hervor.

## Werdegang
Kool Keith stammt aus der New Yorker South Bronx.
Erste Aufnahmen stammen aus dem Jahr 1984. Seine Wirkungskreise waren vor allem New York und später Los Angeles, wobei er stets mit Musikern auf der ganzen Welt und aus den unterschiedlichsten Richtungen zusammenarbeitete.
Berühmtheit erlangte er als Mitglied in der Gruppe Ultramagnetic MCs, die vor allem durch ihr Album Critical Beatdown (1988) bekannt wurden. Das Album zählt zu den einflussreichsten Hip-Hop-Alben der späten 1980er Jahre; neben Alben wie It Takes a Nation of Millions to Hold Us Back (1988) von Public Enemy und Criminal Minded (1987) von KRS-Ones Boogie Down Productions. Am Erfolg des Albums war nicht nur die Produktion beteiligt, sondern auch Kool Keiths Reimstil und teilweise absurde Themenwahl.
Acht Jahre später gelang ihm mit Dan „The Automator“ Nakamura und DJ QBert durch das Projekt Dr. Octagon ein weiteres stilistisch wegweisendes Hip-Hop-Album.

## Diskografie
- 1988: Ultramagnetic MCs – Critical Beatdown
- 1992: Ultramagnetic MCs – Funk Your Head Up
- 1993: Ultramagnetic MCs – The Four Horsemen
- 1994: Ultramagnetic MCs – The Basement Tapes 1984-90 (inoffiziell)
- 1995: Da Beat Terrorists – Big Willie Smith EP
- 1996: Ultramagnetic MCs – New York What Is Funky (inoffiziell)
- 1996: Ultramagnetic MCs – From Brooklyn to Brixton (inoffiziell)
- 1996: Ultramagnetic MCs – Moe Love’s Basement Tapes (inoffiziell)
- 1996: Dr. Octagon – Dr. Octagonecologyst
- 1996: Cenobites – The Cenobites EP/LP/CD
- 1996: Ultra – Big Time
- 1997: Ultramagnetic MCs – The B-Sides Companion
- 1997: Sex Style
- 1998: Ultramagnetic MCs – Smack My Bitch Up (inoffiziell)
- 1999: Black Elvis/Lost in Space
- 1999: Dr. Dooom – First Come, First Served
- 2000: Matthew
- 2000: Analog Brothers – Pimp to Eat
- 2000: Masters of Illusion
- 2001: Spankmaster
- 2002: Keith N' Me (feat. Princess Superstar)
- 2002: KHM – Game
- 2003: Thee Undatakerz
- 2003: Lost Masters w/Lost Freestyles
- 2004: Diesel Truckers
- 2004: Clayborne Family
- 2004: White Label Mix Series Vol. 1
- 2004: The Personal Album
- 2004: Official Space Tape
- 2005: Execution One/Gorilla Market
- 2005: The Lost Masters Volume 2
- 2006: Mr. Nogatco
- 2006: Collabs Tape
- 2006: Project Polaroid
- 2006: The Commi$$ioner
- 2006: The Return of Dr. Octagon
- 2006: Dr. Octagon II (Bootleg)
- 2006: The Commi$$ioner 2
- 2007:  Ultramagnetic Mc´s – The Best Kept Secret
- 2007: Sex Style: The Un-Released Archives
- 2008: Dr. Dooom – R.I.P Dr.Octagon/Surgery feat. Motion Man (Maxi Single)
- 2008: Dr. Dooom – Dr Dooom 2
- 2009: Kool Keith Presents Tashan Dorrsett
- 2009: Lost Masters Collection
- 2009: Idea of a Master Piece (with 54-71)
- 2009: Bikinis N Thongs (with Denis Deft and Yeti Beats)
- 2011: The Legend of Tashan Dorrsett
- 2011: The Doctor Is In (EP)
- 2012: Love and Danger
- 2013: Kool Keith And Mr. Sche – Magnetic Pimp Force Field
- 2014: Demolition Crash
- 2015: Total Orgasm
- 2016: Feature Magnetic
- 2018: Moosebumps: An Exploration Into Modern Day Horripilation
- 2018: Controller of Trap
- 2019: Keith
- 2019: Computer Technology
- 2019: Saks 5th Ave
- 2020: Space Goretex
- 2021: Keith’s Salon